# Florencio Varela (partido)
Pour le personnage historique, voir Florencio Varela.
Florencio Varela est un partido de la province de Buenos Aires fondé en 1891 dont la capitale est Florencio Varela.
Ce partido fait partie du groupe des 24 partidos de la province de Buenos Aires constituant, avec la capitale fédérale, le Grand Buenos Aires.